# Roman Dębiński
Roman Dębiński (ur. 21 maja 1956 w Opolu Lubelskim) – polski piłkarz, który występował na pozycji obrońcy, trener. 

## Kariera sportowa
Jako piłkarz rozegrał 134 spotkania w ekstraklasie, w których zdobył 10 bramek, a także 139 meczów i 11 goli w II lidze. Na stanowisku trenera uzyskał awans do III ligi z Lewartem Lubartów. Trenował także wówczas pierwszoligową Siarkę Tarnobrzeg oraz drugoligowy Motor Lublin; okresowo również p.o. prezesa drugiego z klubów. W 1980 roku został uznany drugim sportowcem Lubelszczyzny.

## Afera korupcyjna
Został zatrzymany w związku ze śledztwem w sprawie korupcji w piłce nożnej za okres pracy w Lublinie (w związku z "ustawianiem" meczów Korony Kielce), przyznał się do winy i dobrowolnie poddał się karze. W 2009 skazany przez Sąd Rejonowy w Kielcach na 1,5 roku więzienia w zawieszeniu na 3 lata, grzywnę, przepadek 7 tys. zł przyjętych łapówek oraz dwuletni zakaz pracy w piłce nożnej. W grudniu 2009 roku został oskarżony ponownie – tym razem o ustawianie meczów Motoru Lublin.